# إبراهيم بن معمر
إبراهيم بن محمد بن عبد الله بن إبراهيم بن سيف بن معمر، (1878 ـ 1958) أحد رجالات الدولة السعودية، التي رافقت مراحل التأسيس الإداري والسياسي المبكرة، عمل رئيسا للديوان الملكي السعودي ورئيسا لديوان ولي العهد ووزيرا مفوضا للسعودية في العراق وأخيرا قائم مقام مدينة جدة (1937) حتى وفاته.

## النشأة والعائلة
ولد في حدود عام 1878 في الكويت حيث كان والده يقيم ويمارس التجارة فيها، وقد أمضى طفولته وتلقى علومه الأولية في الكويت .
ينتسب إلى آل المعمر وهم من العناقر من بني تميم، كانت لها منذ قرون، وما تزال، إمارتا العيينة وسدوس المجاورتين للدرعية، العاصمة القديمة للدولة السعودية.
وكان المعمر يضيف لقب (النجدي) إلى اسمه إبراهيم بن محمد بن معمر في مراسلاته بينما يُميّز عند عامة الناس في جيله بلقب (الجنيفي)، وهو لقب لا يعرف أساس إطلاقه، وإن كان من المحتمل أن يعزى لقرية من قرى سدير شمال الرياض أقام فيها والده، أو نوع من السلاح السويسري كان يستورده من جنيف
تزوج من عدة نساء لا ذكر لهن
له من الأبناء:
- عبد الله [متزوج من لطيفة بنت سعود المعمر] ، (شغل مناصب متقدمة في عهد الملك سعود لاسيما في الديوان الملكي)
- عبد العزيز (شغل مناصب متقدمة في عهد الملك سعود لاسيما في الديوان الملكي)،
- وعبد الرحمن وأحمد وسعود،
- ومن البنات: نورة وفاطمة وشعّيع ومنيرة.

## تعليمه
سافر إلى بعض بلدان الخليج والهند، التي اكتسب فيها التحدث بـ الإنجليزية والأردية والفارسية، إن بالدراسة أو بالممارسة، لكونه في تلك الفترة قد احترف التجارة مهنة والده. تردد على أوروبا وبعض الدول العربية والآسيوية والأفريقية. ويعتبر من الشخصيات السعودية القليلة التي نالت حظًا من التعليم الحديث خارج منطقة نجد التي لم تتوافر سبل التعليم فيها إلا في الأربعينيات من القرن الماضي.

## نشاطه الأدبي
يذكر بوصفه أديبًا، وشاعرًا، فلقد كتب كثيرًا من المقالات في الصحافة المصرية بالذات، وكان من أبرز ما يعرف من كتاباته في الصحف السعودية مقالان نشرهما عام 1926 في الجريدة الرسمية «أم القرى» واصفًا الرحلة الأولى للملك عبد العزيز من مكة المكرمة إلى المدينة المنورة، كما نشر أبياتًا شعرية يصف فيها تلك الرحلة في الجريدة نفسها التي لم يكن يصدر غيرها آنذاك 
ويلحظ من يقرأ في رسائل المعمر وكتاباته أنه كان ذا أسلوب حديث، لا تظهر فيه الجُمل الكلاسيكية المألوفة في مراسلات زمنه، مما يدل على عصرية ثقافته وانفتاح فكره حتى لكأنها كتبت في هذه الأيام.

## وظائفه الحكومية والسياسية
عاصر الملك عبد العزيز بن عبد الرحمن بن فيصل آل سعود مؤسس الدولة السعودية الحديثة، وعايش عهده طوال عمره في بدايته وحتى نهايته، ورافق ـ بالتالي ـ بدايات الدولة وظروف تأسيسها وقيام مؤسساتها الدستورية والإدارية
ترك التجارة ملتحقا بالخدمة العامة وبالنسبة لالتحاقه بالخدمة الحكومية (بدءاً بديوان الملك عبد العزيز) فلا توجد مراجع موثوقة يعـّول عليها في إثبات بداياتها، لكن فيلبي الذي التقى به في زيارته الأولى للجزيرة العربية عام 1917، ذكر أن المعمر التحق بالعمل السياسي منذ سنوات وأن لـه إلمامًا بالمعارف الغربية، مما يرجح أنه ـ أي المعمر ـ قد بدأ في حدود عام 1912 أو 1913 .

### الدور الاستشاري
استمر من حدود عام 1913 كما سبق وحتى 1923، فانضم إلى فريق المستشارين السياسيين الأوائل حول الملك عبد العزيز من جيل أحمد الثنيان والدكتور عبد الله الدملوجي، ولمحت بعض تلك الوثائق إلى أنه كان سكرتيرًا بالديوان الملكي مكلفًا بملف الاستخبارات السياسية الخارجية.

### الدور الاعلامي
وامتدادا لدوره الاستشاري، قام بعدة رحلات إلى أوروبا وبعض البلاد العربية مبعوثًا من الملك عبد العزيز، لكنه استقر في نهاية المطاف في مصر، للدعاية وتوضيح حقيقة أهداف الحكم السعودي الجديد في الحجاز (1925)، ودحض الافتراءات والشبهات التي كانت تنشرها الدعايات المناهضة له، وقد كتب المعمر عددًا من المقالات السياسية خلال إقامته تلك في مصر اذ كان يقطن في الحلمية، ثم في الزيتون في ضواحي القاهرة.
وحرر المعمر عددا من الرسائل من مصر إلى الملك عبد العزيز عام 1925 وإلى والده الإمام عبد الرحمن في أعقاب دخول منطقة الحجاز (مكة المكرمة والمدينة المنورة وجدة والطائف) في الدولة السعودية الناشئة، فهو يهنئهما فيها باكتمال توحيد أجزاء البلاد، ويفهم منها أنه كان يزودهما بالجديد من الكتب والمطبوعات العربية.
وقد امتدت مرحلة الدعاية عامي 1925 و1926.

### رئيسالديوان الملكي السعودي
حينما رجع من مصر عاد إلى عمله سكرتيرًا مقربًا من الملك عبد العزيز، وفي عام 1926 اختاره الملك عبد العزيز رئيسًا للديوان الملكي خلفًا للشيخ محمد الطيب الهزازي رئيس الديوان الملوكي في عهد مملكة الحجاز ونجد وملحقاتها. واستمر عمله حتى سبتمبر عام 1933.
وقام خلال فترة رئاسته الديوان الملكي بعدد من المهام منها:
مرافقة الأمير فيصل (الملك لاحقا) في رحلته الثانية إلى أوروبا عام 1926.
اجتماعه بوزير الخارجية العراقي (ناجي شوكت) في الكويت ـ موفدًا من قبل الملك عبد العزيز ـ للتمهيد لعقد المؤتمر الذي التأم على الطراد البحري (لو بين) عام 1930 بين الملك عبد العزيز والملك فيصل الأول ملك العراق، بمشاركة المندوب السامي البريطاني وأسفر عن توقيع اتفاقية صداقة وحسن جوار بين البلدين (أبريل 1931).
وكان المعمر خلال موقعه هذا قد حضر الموقعة الحربية الشهيرة الفاصلة المسماة (السبلة) التي وقعت عام 1927، مع الإخوان في روضة قريبة من مدينة الزلفي السعودية (250 كم شمال الرياض)، وقد كان المعمر على رأس مفرزة الرشاشات والمدافع التي كان لها دور حاسم في المعركة، 
كما شارك في موقعة حربية جرت بعدها في الدبدبة تسمى (القرعة).
اختار الملكُ عبدُ العزيز إبراهيمَ المعمر لمهمة إحضار فيصل الدويش شيخ مطير ومرافقته عندما أعاده الإنجليز ـ بعدما التجأ إلى الكويت ـ على متن طائرة أنزلته في خباري وضحى حيث مخيم الملك عام 1929.
وقد انتهت هذه المرحلة بتعيينه في سبتمبر 1932 في ديوان ولي العهد الأمير (الملك سعود)، وخلفه في منصبه مساعده الشيخ عبد الله بن عثمان وقد ذكر أحد المراجع أن خصومة وقعت بينه وبين أحد أركان الأسرة المالكة قد أدت إلى تغيير موقعه.

### العمل الدبلوماسي
عين وزيرًا مفوضًا للمملكة لدى العراق (يونيه 1933) بعد فترة وجيزة من افتتاح المفوضية السعودية في بغداد، وكان اصطفاؤه في هذا المنصب الدبلوماسي في واحدة من أهم العواصم العربية المؤثرة في مصالح السعوديين (بغداد) يبيّن ثقة العاهل السعودي بكفاءته.
ولا ننسى أن جالية سعودية كبيرة كانت قد هاجرت إلى العراق، وأن قبائل وعشائر عربية كانت تنتشر على المناطق الحدودية بين البلدين، وهو ما يذكر بأهمية الموقع، فضلًا عن إشرافه على تطبيق اتفاقيات الحدود الموقعة حديثًا بين الدولتين، وعلى تطبيق إجراءات الحج للراغبين فيه.
وقد أشرف المعمر خلال عمله في بغداد على تنظيم الزيارة الأولى التي قام بها ولي العهد الأمير (الملك) سعود عام 1936،
ويذكر له في تلك الفترة تفكيره في عدم مناسبة تنكيس علم السعودية على هامش الحداد العام على وفاة ملك العراق (فيصل الأول) عام 1933، وهو تقليد تبنته الحكومة بعد ذلك التاريخ احترامًا لعبارة الشهادة التي يحملها العلم، من أن تنكس.
وقد أدى احتجاج الإنجليز على ترويج المعمر لزعامة الملك عبد العزيز في الجزيرة العربية وعلى صلاته القوية مع رؤساء العشائر، إلى نقله من بغداد بعد خمس سنوات من العمل الدبلوماسي.

### قائمقام مدينة جدة
عين قائمقاما لمدينة جدة (1937)، وقد اقتُبِس مصطلح قائمقام من عهد الحكم العثماني والهاشمي في الحجاز، ثم ألغي قبـل عدة سنوات ليحل محله مصطلح (محافظ) جدة، وقد شغل المعمر هذا المنصب حتى وفاته عام 1958 (أي نحو عقدين من الزمن).
ولم تستغن الحكومة السعودية عن خبراته السياسية والدبلوماسية خلال فترة توليه منصب قائمقام جدة فقد كلف، إلى جانب عمله هذا بعدة أعمال منها:
تكليفه بمنصب وكيل وزارة الخارجية (بالنيابة عن فؤاد حمزة الذي تغيب لأسباب صحية في 3 مارس 1938)، وقد ورد في الوثائق البريطانية والفرنسية عدة مخاطبات بتوقيعه، من بينها على سبيل المثال خطابه المّوجه بتاريخ 17 أبريل 1938 إلى السفير الفـرنسي بجدة، يعبر فيه عن شكر وزير الخارجية السعودي (الأمير فيصل) بمناسبة وصول طائرة فرنسية مهداة إلى الملك عبد العزيز.
وكان من بين المهام التي قام بها، ترتيب زيارة ملك أفغانستان ـ محمد ظاهر شاه ـ إلى المملكة عام 1949، والتي تمت قبل وفاة الملك عبد العزيز بنحو أربع سنوات، وقد خصص إبراهيم الحسون في كتابه «خواطر وذكريات» (3 أجزاء 2003) حيزًا كبيرًا تطرق فيه إلى اسلوبه وخصاله نظرًا لكونه عمل سكرتيرًا خاصًا له في قائمقامية جدة.

## وفاته
ذهب للعلاج في بيروت وهناك توفي في إحدى مستشفياتها عام 1958م.